# Monte Grande (Itri)
Il monte Grande (767,7 m s.l.m.)  è un rilievo situato nel comune di Itri in provincia di Latina nel Lazio.